# 莱雷
萊雷（法語：Léré），是馬里的城鎮，位於該國北部，由通布圖區的尼亞豐凱省負責管轄，面積1,342平方公里，海拔高度266米，2009年人口16,072，人口密度每平方公里12人。